# Educando a Nina (telenovela mexicana)
Educando a Nina es una telenovela mexicana de comedia dramática producida por Joshua Mintz y Ana Celia Urquidi para TV Azteca en el 2018. Es la adaptación de la telenovela argentina homónima escrita por Sebastián Ortega, siendo adaptada por María Elena López y dirigida por Claudio Callao y Raúl Caballero. La producción inició grabaciones el 12 de febrero de 2018. Se estrenó por Azteca Uno el 12 de marzo de 2018 en sustitución de La hija pródiga, y finalizó el 4 de agosto del mismo año.
Esta protagonizada por Cynthia Rodríguez, Antonio Gaona y Alex Sirvent, junto con Martha Cristiana como la villana principal, acompañados de Marco Treviño, Rodolfo Valdés, David Palacio y Arturo Ríos.

## Trama
La historia trata sobre Nina y Mara (Cynthia Rodríguez), dos hermanas gemelas están separadas al nacer y llevan vidas opuestas ignorando la existencia de la otra. La historia de ambos cambiará radicalmente cuando se vean obligados a vivir la vida de su hermana. Hace treinta años, Manuel (Marco Treviño), dueño de una prestigiosa editorial, es un hombre casado pero tiene una historia clandestina con Luisa, una bella bailarina. Luisa que queda embarazada y para no complicar el matrimonio de Manuel desaparece y se refugia en su hermano José (Arturo Ríos). Luisa da a luz gemelos y muere en el parto. José se niega a darle las niñas a su padre porque culpa a Manuel por la muerte de su hermana. Sin embargo, no puede quedarse con los dos. José notifica a Manuel que es padre, pero solo le da una niña y oculta la existencia de su gemelo, a quien José se apropia y la nombra como Nina, su hija biológica. Nina, junto con su mejor amiga Susy (Estefanía Hinojosa), son coristas de "Daddy Papi" (David Palacio), el rey del reguetón, con quien tiene una relación amorosa muy apasionada. Junto a ellos, los músicos y su padre José, viven en la pensión de Meche (Wendy de los Cobos), la madre de Daddy Papi. Mara vive con Manuel y su nueva pareja, Andrea (Martha Cristiana), una mujer mucho más joven que el. Mara se dirige a una revista femenina de la editorial de su padre, aunque no trabaja. Quien se hace cargo es Patricio (Rodolfo Valdés), su mejor amigo y la mano derecha de Manuel.

## Reparto

### Principales
- Cynthia Rodríguez como Nina Peralta / Mara Dos Puertas / Luisa Peralta
- Antonio Gaona como Luca Aguirre
- Alex Sirvent como Antonio Aguirre
- Wendy de los Cobos como Mercedes "Meche" Lara
- Marco Treviño como Manuel del Carmen Dos Puertas
- Martha Cristiana como Andrea Paredes
- Rodolfo Valdés como Patricio Arenas
- Alejandro Ibarra como Salomón "Salo"
- Darío Ripoll como Van Damme
- Estefanía Hinojosa como Susana Dorotea Contreras "Susy"
- David Palacio como Eduardo Pozos Lara "El Daddy Papi"
- Gimena Gómez como Sofía Del Valle
- Pilar Ixquic Mata como Selva Juárez
- Vanessa Terkes como Magaly Queen Star
- Luis Fernando Peña como Beto
- Mariana Ávila como Milagros "Mili"
- Arturo Ríos como José Peralta

### Recurrentes e invitados especiales
- Marina Ruiz como Perla
- Erika Fernández como Graciela "La Negra"
- Jimmy Quijano como Moronas
- Fernanda Tosky como Carmela
- Erika García como Janine
- Juan Felipe Pulido como El Tattoo
- Oswaldo Zárate como Micky
- Otzara como Hanna
- Pepe Valdivieso como Leo
- Óscar Olivares como Blondy
- Luis Miguel Villoslada como Tiago Martínez del Campo
- Jorge Emilio como Andy
- Amara Villafuerte como Jenny
- León Peraza como Willy Garrido
- Julissa como Madre de Salomón
- Mónika Sánchez como Paz Echegaray[9]
- Ingrid Coronado como Ella misma

## Audiencia
| Temporada | Episodios | Primera emisión     | Primera emisión      | Última emisión      | Última emisión       | Prom. de espectadores (millones) |
| Temporada | Episodios | Fecha               | Audiencia (millones) | Fecha               | Audiencia (millones) | Prom. de espectadores (millones) |
| --------- | --------- | ------------------- | -------------------- | ------------------- | -------------------- | -------------------------------- |
| 1         | 105       | 12 de marzo de 2018 | 0.76                 | 4 de agosto de 2018 | 0.35                 | —                                |

## Episodios
| N.º    | Título | Fecha de emisión original | Audiencia (millones) |
| ------ | --- | ------------------------- | -------------------- |
| 1      | «Episodio 1» | 12 de marzo de 2018       | 0.76                 |
| 2      | «Episodio 2» | 13 de marzo de 2018       | 0.76                 |
| 3      | «Episodio 3» | 14 de marzo de 2018       | 0.83                 |
| 4      | «Episodio 4» | 15 de marzo de 2018       | 0.72                 |
| 5      | «Episodio 5» | 16 de marzo de 2018       | 0.70                 |
| 6      | «Episodio 6» | 19 de marzo de 2018       | 0.59                 |
| 7      | «Episodio 7» | 20 de marzo de 2018       | 0.82                 |
| 8      | «Episodio 8» | 21 de marzo de 2018       | 0.69                 |
| 9      | «Episodio 9» | 22 de marzo de 2018       | 0.67                 |
| 10     | «Episodio 10» | 23 de marzo de 2018       | 0.68                 |
| 11     | «Episodio 11» | 26 de marzo de 2018       | 0.82                 |
| 12     | «Episodio 12» | 27 de marzo de 2018       | 0.64                 |
| 13     | «Episodio 13» | 28 de marzo de 2018       | 0.79                 |
| 14     | «Episodio 14» | 29 de marzo de 2018       | 0.46                 |
| 15     | «Episodio 15» | 30 de marzo de 2018       | 0.62                 |
| 16     | «Episodio 16» | 2 de abril de 2018        | 0.69                 |
| 17     | «Episodio 17» | 3 de abril de 2018        | 0.69                 |
| 18     | «Episodio 18» | 4 de abril de 2018        | 0.67                 |
| 19     | «Episodio 19» | 5 de abril de 2018        | 0.67                 |
| 20     | «Episodio 20» | 6 de abril de 2018        | 0.93                 |
| 21     | «Episodio 21» | 9 de abril de 2018        | 0.69                 |
| 22     | «Episodio 22» | 10 de abril de 2018       | 0.67                 |
| 23     | «Episodio 23» | 11 de abril de 2018       | 0.72                 |
| 24     | «Episodio 24» | 12 de abril de 2018       | 0.65                 |
| 25     | «Episodio 25» | 13 de abril de 2018       | 0.57                 |
| 26     | «Episodio 26» | 16 de abril de 2018       | 0.77                 |
| 27     | «Episodio 27» | 17 de abril de 2018       | 0.55                 |
| 28     | «Episodio 28» | 18 de abril de 2018       | 0.74                 |
| 29     | «Episodio 29» | 19 de abril de 2018       | 0.56                 |
| 30     | «Episodio 30» | 20 de abril de 2018       | 0.58                 |
| 31     | «Selva se convierte en detective ¡está casi convencida de que cambiaron a Mara!»                                  | 23 de abril de 2018       | 0.51                 |
| 32     | «¡Nina y Mara están entre la espada y la pared!»                                                                  | 24 de abril de 2018       | 0.67                 |
| 33     | «¡Tremendo dramón de la Bebeshita en concierto de Daddy Papi!»                                                    | 25 de abril de 2018       | 0.69                 |
| 34     | «¿La Bebeshita quiere arrebatarle el éxito a Nina?»                                                               | 26 de abril de 2018       | 0.70                 |
| 35     | «¡A Nina y a Mara les dio el soponcio! y la Bebeshita conspira»                                                   | 27 de abril de 2018       | 0.77                 |
| 36     | «La Bebeshita está lista para triunfar y más problemas rodean a Nina»                                             | 30 de abril de 2018       | 0.69                 |
| 37     | «Mili y Selva se unen ¿para poner en su lugar a Nina?»                                                            | 1 de mayo de 2018         | 0.48                 |
| 38     | «Luca pone muy nervioso a Antonio y a Nina le rompe el corazón»                                                   | 2 de mayo de 2018         | 0.61                 |
| 39     | «¡Selva y Mili planean acabar con Nina! y Luca quiere escapar»                                                    | 3 de mayo de 2018         | 0.69                 |
| 40     | «¡Cachan mentira de la Bebeshita! y Luca es bateado»                                                              | 4 de mayo de 2018         | 0.69                 |
| 41     | «Nina agarra a besos a Luca y Belén se descara»                                                                   | 7 de mayo de 2018         | 0.55                 |
| 42     | «Mili por fin tiene a Nina y Meche echa chispas por la Bebeshita»                                                 | 8 de mayo de 2018         | 0.62                 |
| 43     | «¡Luca cayó redondito en la trampa! Y Patricio acusa a Selva»                                                     | 9 de mayo de 2018         | 0.66                 |
| 44     | «¡Ahora sí se le juntaron a Nina! Daddy Papi y Luca se encuentran»                                                | 10 de mayo de 2018        | 0.56                 |
| 45     | «Andrea convierte a Antonio en su esclavo y Mara es víctima de su motín»                                          | 11 de mayo de 2018        | 0.64                 |
| 46     | «Nina está preocupada por Mara y Salo está enojado con Luca»                                                      | 14 de mayo de 2018        | 0.72                 |
| 47     | «¡Daddy Papi le ofrece un nidito de amor a Nina! y Luca piensa lo peor de Mara»                                   | 15 de mayo de 2018        | 0.52                 |
| 48     | «¡Dos Maras sueltas en la misma ciudad! y Antonio está desesperado»                                               | 16 de mayo de 2018        | 0.80                 |
| 49     | «¡Se reparten cachetadas! Luca y Antonio andan de besucones, pero no le atinan»                                   | 17 de mayo de 2018        | 0.55                 |
| 50     | «¡A Nina le andan pedaleando la bicicleta! Daddy Papi se acostó con Mara»                                         | 18 de mayo de 2018        | 0.56                 |
| 51     | «Mara no se conforma ¡los quiere a todos! y Pato ya no puede con la mentira»                                      | 21 de mayo de 2018        | 0.74                 |
| 52     | «¡Daddy Papi y Luca agarran la jarra! y Mara ¿flechada por el sexy reguetonero?»                                  | 22 de mayo de 2018        | 0.64                 |
| 53     | «Luca y Daddy Papi duermen ¡de cucharita!, Mara comienza su venganza»                                             | 23 de mayo de 2018        | 0.59                 |
| 54     | «¡Se acabó el negocio! Nina ya no será Mara, y Daddy Papi se encuentra con su archirrival»                        | 24 de mayo de 2018        | 0.55                 |
| 55     | «Mara ¿Dos Cuernos? descubre la infidelidad de Antonio, y Nina conoce a la Sonora Santanera»                      | 25 de mayo de 2018        | 0.64                 |
| 56     | «¡A Nina le llega una gran oportunidad! y Mara ¿vuelve loco a Luca?»                                              | 28 de mayo de 2018        | 0.65                 |
| 57     | «¡De esta no te salvas Nina! Mara le tiende una trampa y cae redondita»                                           | 29 de mayo de 2018        | 0.63                 |
| 58     | «¿Quién es quién? Mara suplantó a Nina en el día más importante de su vida»                                       | 30 de mayo de 2018        | 0.70                 |
| 59     | «¡Llueve sobre mojado! Nina lo perdió "todo" por las travesuras de Mara»                                          | 31 de mayo de 2018        | 0.70                 |
| 60     | «¡Es oficial! Nina se quedó sin chamba y Meche busca a la nueva corista del Daddy Papi»                           | 1 de junio de 2018        | 0.83                 |
| 61     | «¡Nina nació para brillar! El mismísimo Napoleón será su padrino»                                                 | 4 de junio de 2018        | 0.69                 |
| 62     | «¡Luca anda bien quién sabe cómo! y Daddy Papi enfrenta a Nina»                                                   | 5 de junio de 2018        | 0.77                 |
| 63     | «¡No sé, no me importa, no me interesa! Mara trata a Nina con la punta del pie»                                   | 6 de junio de 2018        | 0.71                 |
| 64     | «La Negra le está comiendo el mandado a Nina ¡con Luca! y Mara se sale con la suya»                               | 7 de junio de 2018        | 0.62                 |
| 65     | «La Negra, Graciela despierta en Luca la pasión que él creía dormida»                                             | 8 de junio de 2018        | 0.78                 |
| 66     | «Pelearán, a dos de tres caídas ¡Nina y La Negra, Graciela no se rendirán hasta ganar el amor de Luca!»           | 11 de junio de 2018       | 0.66                 |
| 67     | «Hijo de tigre ¿Daddyto? Por fin llegó el hijo de Daddy Papi y Pato está atrapado en un gran tormento»            | 13 de junio de 2018       | 0.71                 |
| 68     | «¡No resisten más! Nina y Luca se entregan en una noche lluviosa»                                                 | 14 de junio de 2018       | 0.57                 |
| 69     | «¡Este ya no es un triángulo, es un cuadrado amoroso! Hay todo un enredo entre Nina, Luca, Daddy Papi y La Negra» | 15 de junio de 2018       | 0.79                 |
| 70     | «¡Mara Dos Puertas está de vuelta! Y Nina está batallando con la intriga de La Negra, Graciela»                   | 18 de junio de 2018       | 0.70                 |
| 71     | «Mientras Nina y Luca intentan encontrar tiempo a solas ¡Don José se accidenta en el taxi!»                       | 19 de junio de 2018       | 0.64                 |
| 72     | «¡Por fin! Nina y Luca hacen el amor apasionadamente»                                                             | 20 de junio de 2018       | 0.63                 |
| 73     | «¡Nina termina con Daddy Papi! y él va directito con Luca para que lo ayude a recuperarla»                        | 21 de junio de 2018       | 0.53                 |
| 74     | «Las vidas de Nina y Mara están a punto de cambiar ¡El terrible secreto de su origen está en boca de Meche!»      | 22 de junio de 2018       | 0.59                 |
| 75     | «Mara no quiere compartir a su papá y Selva lo quiere todito para ella»                                           | 25 de junio de 2018       | 0.76                 |
| 76     | «¡Mara y Nina juntas por primera vez! y ahora quedan más dudas que respuestas»                                    | 26 de junio de 2018       | 0.56                 |
| 77     | «¡Mara engaña a todos! y Daddy Papi se siente traicionado por Luca»                                               | 27 de junio de 2018       | 1.0                  |
| 78     | «Llegó la hora de disfrutar de ¿Educando a Mara?»                                                                 | 28 de junio de 2018       | 0.58                 |
| 79     | «¡Ser naco es híper difícil! Mara llega a la pensión disfrazada de Nina»                                          | 29 de junio de 2018       | 0.69                 |
| 80     | «¡Mara se entera de su pasado!»                                                                                   | 2 de julio de 2018        | 0.79                 |
| 81     | «¡Nina triunfa en el escenario!»                                                                                  | 3 de julio de 2018        | 0.68                 |
| 82     | «¡Mara besa a Luca!»                                                                                              | 4 de julio de 2018        | 0.56                 |
| 83     | «¡Mara descubre las infidelidades de Antonio!»                                                                    | 5 de julio de 2018        | 0.74                 |
| 84     | «¡Antonio descubre la relación de Luca y Nina!»                                                                   | 6 de julio de 2018        | 0.64                 |
| 85     | «¡La guerra entre Manuel y Andrea comienza!»                                                                      | 9 de julio de 2018        | 0.70                 |
| 86     | «¡Manuel incluirá a Nina en el testamento!»                                                                       | 10 de julio de 2018       | 0.59                 |
| 87     | «¡Milagros casi atropella a Andrea!»                                                                              | 11 de julio de 2018       | 0.79                 |
| 88     | «¡Antonio es detenido!»                                                                                           | 12 de julio de 2018       | 0.65                 |
| 89     | «¡La vida de Mara corre peligro!»                                                                                 | 13 de julio de 2018       | 0.74                 |
| 90     | «¡Nina corre peligro!»                                                                                            | 16 de julio de 2018       | 0.74                 |
| 91     | «¡Mara complica la rueda de prensa!»                                                                              | 17 de julio de 2018       | 0.65                 |
| 92     | «¡Antonio cae en la trampa de Andrea!»                                                                            | 18 de julio de 2018       | 0.68                 |
| 93     | «¡Nina es descubierta por Micky!»                                                                                 | 19 de julio de 2018       | 0.71                 |
| 94     | «¡Nina ya tiene rival en el amor!»                                                                                | 20 de julio de 2018       | 0.76                 |
| 95     | «¡Nina y Luca pelean por Paz!»                                                                                    | 23 de julio de 2018       | 0.69                 |
| 96     | «¡Andrea se entera de toda la verdad!»                                                                            | 24 de julio de 2018       | 0.74                 |
| 97     | «¡Mara tiende una trampa a Luca!»                                                                                 | 25 de julio de 2018       | 0.87                 |
| 98     | «¡Nina toma venganza contra Mara!»                                                                                | 26 de julio de 2018       | 0.90                 |
| 99     | «¡Manuel está a punto de perder todo!»                                                                            | 27 de julio de 2018       | 0.69                 |
| 100    | «¡Nina y Mara unen fuerzas!»                                                                                      | 30 de julio de 2018       | 0.76                 |
| 101    | «¡Mara empieza el plan para deshacerse de Nina!»                                                                  | 31 de julio de 2018       | 0.91                 |
| 102    | «¡Nina es seducida por Willie!»                                                                                   | 1 de agosto de 2018       | 0.78                 |
| 103    | «¡Manuel está a punto de revelar la verdad!»                                                                      | 2 de agosto de 2018       | 0.75                 |
| 104    | «¡Manuel revela todo a Mara!»                                                                                     | 3 de agosto de 2018       | 0.77                 |
| 105106 | «El final de Educando a Nina»                                                                                     | 4 de agosto de 2018       | 0.35                 |